# Gighay

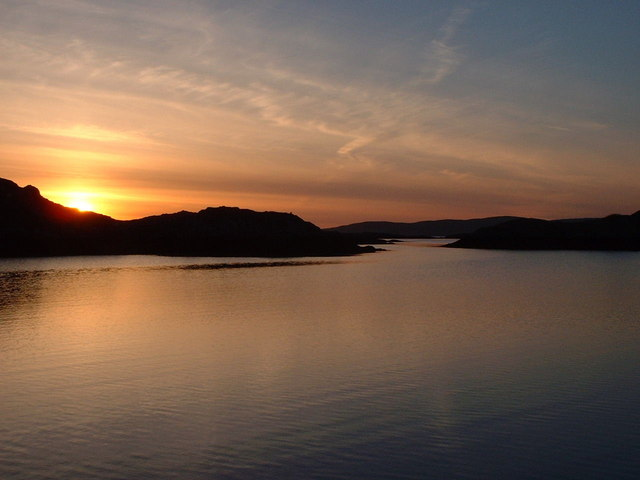
La platja de Gioghaigh

Gighay (en gaèlic escocès, Gioghaigh) és una illa deshabitada localitzada en el grup de les Hèbrides Exteriors, a Escòcia. L'illa està situada, més concretament, davant de la costa nord-oest de l'illa de Barra i a 2,5 km al sud-oest de l'illa de Fuday.
Gighay amb una superfície que amb prou feines arriba a 1 km² (96 ha), s'eleva fins als 95 m al seu punt més alt, el Mullach a' Charnain.
L'illa es troba deshabitada i és propietat del Govern Escocès.